# Abira Bonfoh
Abiratou Oubôtina Bonfoh, aussi appelée Abira Bonfoh, est une entrepreneuse et écrivaine togolaise. 

## Carrière professionnelle
Abira Bonfoh est consultante en finances, marchés publics et marchés pétroliers. Elle dirige Exclusive Line International, une société spécialisée dans l’investissement, les hydrocarbures et les services liés aux finances. Elle est également présidente de la Fondation Asaal et de la Chambre de commerce bilatérale Togo-République Démocratique du Congo.
En 2008, elle revient s'installer au Togo, où elle met ses compétences au service du développement économique et social.

## Carrière politique
Élue députée en décembre 2018, Abira Bonfoh a représenté les intérêts de ses électeurs au sein de l’Assemblée nationale togolaise jusqu’en mai 2024. Pendant son mandat, elle a occupé la fonction de Première Questeure et Personne Responsable des Marchés Publics. Ses priorités politiques sont centrées sur le bien-être et le développement des communautés locales.

## Publications
Abira Bonfoh est l'auteure du livre Députée de la Nation ou les leçons d’un sacerdoce de cœur, qui témoigne de son parcours et de son engagement politique et social.

## Engagement social et associatif
En tant que présidente de la Fondation Asaal et fondatrice de l’association African Women Actions (AWA), Abira Bonfoh soutient des initiatives en faveur des populations vulnérables, notamment les femmes et les jeunes. Par le biais de ses fondations et partenariats, elle aide de nombreuses associations togolaises en appui aux groupes de femmes et de jeunes entrepreneurs.

## Initiatives pour la jeunesse et les femmes
Abira Bonfoh est également à l'origine de The WorkShop, un incubateur destiné à la formation et à l’accompagnement des jeunes dans leur insertion professionnelle et leur entrepreneuriat. Elle promeut également des projets éducatifs comme Reine des Sciences et Technologies, destiné à encourager les jeunes filles togolaises à s’orienter vers les carrières scientifiques.